# Chuja-myeon
Chuja-myeon (koreanska: 추자면) är en socken i Sydkorea. Den ligger i kommunen Jeju och provinsen Jeju, i den södra delen av landet, 400 km söder om huvudstaden Seoul. Chuja-myeon omfattar Chujaöarna, en ögrupp med 42 öar, varav fyra bebodda. Öarna Sangchujado och Hachujado är förbundna med en bro och här bor större delen av ögruppens befolkning. Även öarna Chupodo och Hoenggando har bofast befolkning.